# 체왕 노르부
체왕 노르부 (티베트문: ཚེ་དབང་ནོར་བུ་; 중국어 간체자: 才旺罗布; 1996년 10월 9일 – 2022년 2월 25일)는 티베트 가수였으며 표준 티베트어, 관화, 영어로 노래했다. 그는 여러 버라이어티 쇼에 출연하여 중국에서 전국적인 명성을 얻었다.
2022년 2월 25일, 노르부는 달라이 라마의 옛 거주지인 포탈라궁 밖에서 자신에게 불을 질렀다.

## 어린 시절
노르부는 1996년 나취시에서 태어났다. 그의 부모님 모두 음악가였으며, 이로 인해 그는 어린 나이부터 음악에 관심을 갖게 되었다. 노르부는 티베트 대학교를 졸업했다.
그의 삼촌 소카르 로되는 정치범이다.

## 음악 경력
2014년, 노르부는 광둥위성TV에서 제작한 음악 버라이어티 쇼 '로드 투 스타'에 참가했다. 이 쇼에서 그는 피아노를 연주하고 티베트 노래를 불렀으며, 서부 지역에서 상위 12위, 전국에서 상위 48위에 올랐다.
그는 이후 경쟁에서 하차하고 당시 저장위성TV에서 제작한 음악 버라이어티 쇼 중국호성음에 참가하라는 초대를 거절했다.
2017년, 노르부는 텐센트 비디오 음악 버라이어티 쇼 '더 커밍 원'에 참가하여 리롱하오 팀에 합류했고, 결국 전국 결승에서 9위에 올랐다. 2019년에는 유쿠에서 제작한 음악 버라이어티 쇼 '렛츠 밴드 투게더'에 참가했으나, 중도에 탈락했다.
노르부는 2021년에 여러 음악 버라이어티 쇼에 출연했다. 그는 CCTV-3 버라이어티 쇼 '춘절 갈라'에 참가하여 가수 미미 리와 함께 "구름 아래에서"를 불렀다. 6월 11일, 그는 제24회 상하이 국제 영화제 시상식에 초청 손님으로 참석하여 공연했다. 그는 이후 쓰촨TV의 티베트 문화 프로그램 '핸섬 티베트 청년'과 리얼리티 쇼 중국신가성의 여섯 번째 시즌에 참가했다. 연말에는 가수 나잉의 팀에 합류했으나, 상위 22명 안에 들지 못하고 탈락했다.

## 분신자살과 사망
노르부는 2022년 2월 25일 청관구 (라싸시)의 포탈라궁 밖에서 분신자살로 사망했다. 그는 2009년 이후 이 방식으로 사망한 158번째 티베트인이었다. 초기 소식통에 따르면 그날 아침 티베트인 남성이 궁전 밖에서 구호를 외치고 분신을 시도했으나, 현지 경찰에 의해 제지되어 당국에 끌려갔다. 당시 해당 인물의 신원, 상태, 행방은 알려지지 않았다. 사건 이후 현지 경찰은 포탈라궁 주변 도로를 봉쇄했으며, 당국은 더 많은 병력을 현장에 배치했다.
2022년 3월 4일, 중국 외부 소식통들은 현지 기록을 통해 분신자가 노르부였으며 25세의 나이로 사망했음을 확인했다. 그러나 사망 날짜와 장소는 즉시 확인되지 않았다. 노르부의 웨이보와 더우인 계정은 수많은 애도 메시지로 가득 찼고, 그 결과 두 앱 모두 노르부 계정의 댓글 기능이 비활성화되었다. 사망 당일 작성된 그의 마지막 웨이보 게시물은 최근 곡에 대한 팬들의 댓글과 메시지에 감사를 표하는 내용이었다. 노르부의 노래는 중국 본토 음악 플랫폼에서 삭제되었다. 그의 분신자살에 관한 소식은 중국 당국에 의해 억압되었고, 중국 온라인 백과사전 바이두 백과와 소우거우 백과에 있는 그의 생애 기사에는 그의 사망에 관한 어떠한 정보도 언급되어 있지 않다.
중앙 티베트 행정부의 중화민국 대표인 켈상 걀첸 바와는 노르부의 사망 원인이 의심스럽다고 지적하며 국제 사회에 노르부의 분신자살 조사에 개입할 것을 촉구했다.
미국의 소리 티베트 채널은 2022년 5월 노르부의 아버지인 최견이 중국 경찰의 위협과 괴롭힘을 당한 후 자살했다고 보도했다.

## 개인 생활
노르부는 결혼하여 딸이 있었다.

## 음반 목록

### 티베트어
- "드레스" (གཟབ་སྤྲོས།) (2018)
- "비밀" (གསང་བ།) (2018)
- "참파" (རྩམ་པ།) (2018)
- "우리 헤어지자" (2019)
- "창탕을 향하여" (བྱང་ཐང་བལྟ་བའི་མིག) (2019)
- "댄스 플로어" (2019)
- "너 외에는" (རང་མ་གཏོགས།) (2019)
- "젊음" (ལང་ཚོའི་དཔལ།) (2019)
- "강라 메톡" (2020)
- "미안하다는 말이 가장 어렵다" (2020)
- "집으로 돌아가다" (ཡུལ་ལ་ལོག) (2021)

### 중국어
- "영원한 사랑" (永远的爱) (2020)
- "마법" (魔法) (2020)
- "구름 아래에서" (飞云之下) (2021)